# Zeno Clash
Zeno Clash är ett datorspel som är utvecklat av ACE TEAM, utgivet 21 april 2009.

## Handling
Zeno Clash handlar om Ghat, en av hermafroditen Father-Mothers många barn, kommer i konflikt med Father-Mother och dödar honom.
Resten av Father-Mothers dussin barn jagar ut Ghat ifrån staden Hastledom och gör allting för att försöka döda honom.
Ghat har inget annat val än att hålla sig undan ifrån staden och dess invånare, och flyr så långt ifrån staden som det går.